# Bolesław Krupiński

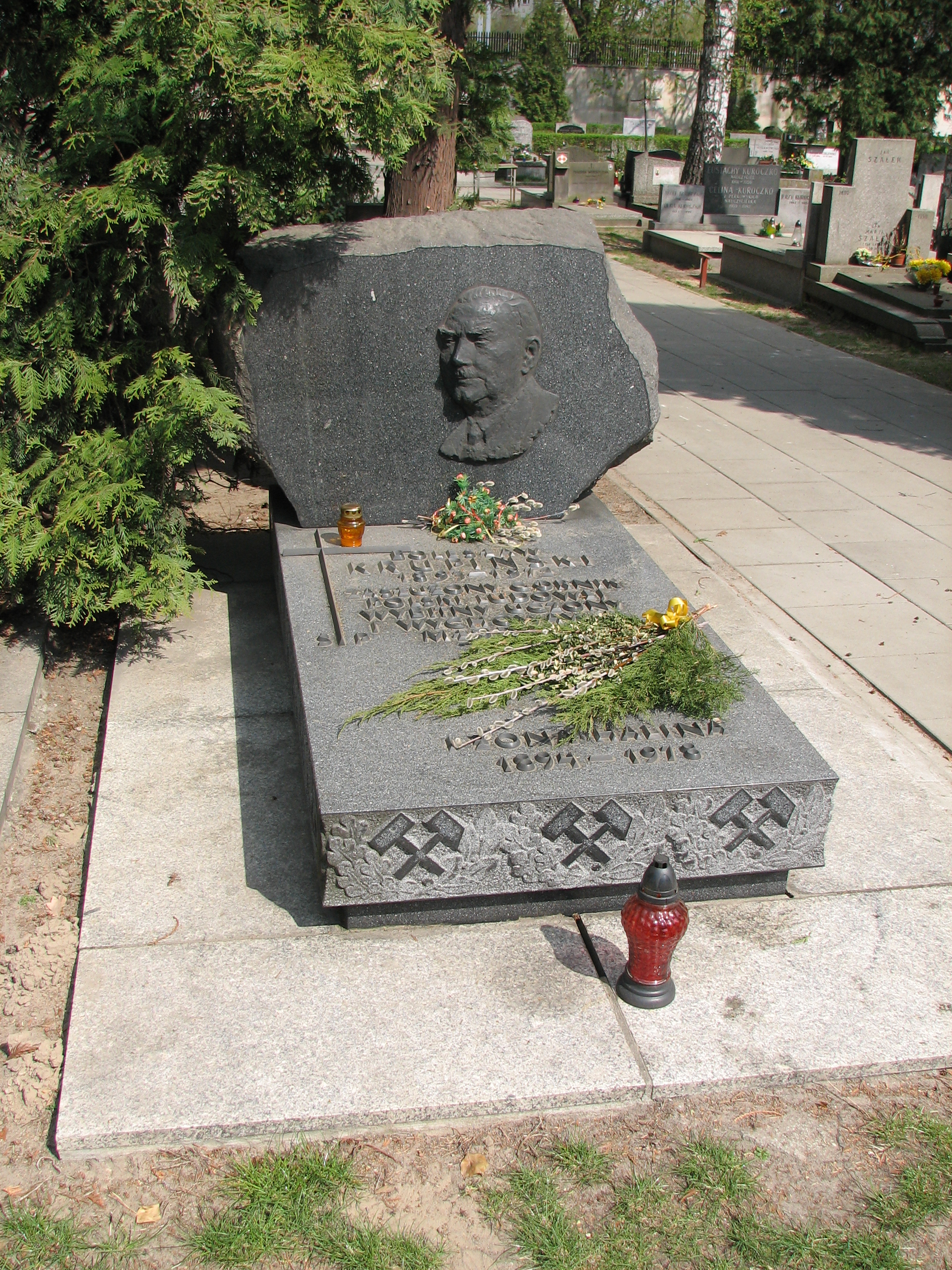
Grób Bolesława Krupińskiego i jego żony Haliny

Bolesław Krupiński (ur. 15 marca 1893 w Woronczynie na Wołyniu, zm. 24 października 1972 w Warszawie) – specjalista w dziedzinie górnictwa, profesor Akademii Górniczo-Hutniczej i Politechniki Śląskiej. Członek korespondent Polskiej Akademii Nauk od 1961 r., członek Polskiego Towarzystwa Geologicznego.  

## Życiorys
Syn Michała i Lucyny z d. Mazurkiewicz. Po ukończeniu gimnazjum w Łucku i zdaniu w roku 1911 matury, kształcił się w Instytucie Górniczym w Petersburgu. Swoją praktykę górniczą rozpoczął w 1914 roku w Zagłębiu Dąbrowskim, gdzie do 11 listopada 1918 roku pracował w kopalni „Niwka-Modrzejów”. W czerwcu 1923 ukończył, z wyróżnieniem, Akademię Górniczą w Krakowie, otrzymując dyplom inżyniera górniczego. W latach 1929–1934 był naczelnym inżynierem grupy południowych kopalń Towarzystwa Kopalń i Zakładów Hutniczych w Sosnowcu. Od 1934 roku aż do wybuchu II wojny światowej był dyrektorem kopalń Rybnickiego Okręgu Węglowego. W 1939 roku aresztowany przez gestapo i więziony w obozie koncentracyjnym w Buchenwaldzie, ostatecznie przetrwał okupację w Warszawie, działając w konspiracji.  
Po wojnie pełnił wiele funkcji w górnictwie. W latach 1945–1949 był naczelnym dyrektorem technicznym Centralnego Zarządu Przemysłu Węglowego. Od 1950 roku był wiceministrem górnictwa, przewodniczącym Rady Naukowej Głównego Instytutu Górnictwa, od 1956 roku do końca życia był przewodniczącym Państwowej Rady Górnictwa. Pełnił funkcje wiceprzewodniczącego Komitetu Węglowego Komisji Gospodarczej ONZ w Genewie i przewodniczył siedmiu Światowym Kongresom Górniczym.  
Swoją działalność zawodową łączył z karierą naukową. Od 1950 roku jako profesor zwyczajny prowadził Katedrę Ekonomiki i Organizacji Górnictwa w krakowskiej AGH. W latach 1960–1969 był przewodniczącym Komitetu Górnictwa Polskiej Akademii Nauk.  
Otrzymał tytuł doktora honoris causa Akademii Górniczo-Hutniczej w Krakowie (1967) oraz Uniwersytetu Politechnicznego w Limie (1972). 
Został pochowany w Alei Zasłużonych Cmentarza Wojskowego na Powązkach (kwatera C2-tuje-1). 
Od 1914 był żonaty z Haliną z d. Koczorowską. 

## Ordery i odznaczenia
- Order Sztandaru Pracy I kl. (1963)
- Order Sztandaru Pracy II kl. (4 grudnia 1954)[4]
- Krzyż Komandorski z Gwiazdą Orderu Odrodzenia Polski (1959)[5]
- Krzyż Komandorski Orderu Odrodzenia Polski
- Krzyż Oficerski Orderu Odrodzenia Polski
- Złoty Krzyż Zasługi (trzykrotnie: po raz pierwszy 9 listopada 1932)[6]
- Odznaka „Zasłużonego Górnika Polski Ludowej” (4 grudnia 1954)
- Złota Odznaka „Za Pracę Społeczną dla Miasta Krakowa” (10 stycznia 1966)
- Odznaka „Za Zasługi dla Kielecczyzny” (19 czerwca 1970)

## Upamiętnienie
29 stycznia 1973 roku Technikum Górnicze w Rybniku otrzymało imię Bolesława Krupińskiego.
Zobacz : Kopalnia Węgla Kamiennego Krupiński.